# Maria z Gotii
Maria z Gotii (zm. 1447 lub 1459) – pierwsza żona ostatniego cesarza Trapezuntu Dawida II Wielkiego Komnena (1458-1461) pochodząca z rodziny Gabrasów.

## Życiorys
Jej ślub odbył się we wrześniu 1426 w Trapezuncie, o czym wspomina kronika Michała Panaretosa. Była córką Aleksego I Gabrasa, bizantyńskiego władcy Teodoro na Krymie w latach 1402-1434. Jej siostrą była Maria z Mangup, druga żona Stefana III Wielkiego, hospodara Mołdawii.